# Gopug Co
Gopug Co (kinesiska: Guopu Cuo, 果普错) är en sjö i Kina. Den ligger i den autonoma regionen Tibet, i den sydvästra delen av landet, omkring 800 kilometer väster om regionhuvudstaden Lhasa. Gopug Co ligger 4 718 meter över havet. Arean är 60 kvadratkilometer. Trakten runt Gopug Co är ofruktbar med lite eller ingen växtlighet. Den sträcker sig 11,4 kilometer i nord-sydlig riktning, och 11,0 kilometer i öst-västlig riktning.
Genomsnittlig årsnederbörd är 446 millimeter. Den regnigaste månaden är juli, med i genomsnitt 71 mm nederbörd, och den torraste är november, med 5 mm nederbörd.